# Pneumocystis jiroveci
Pneumocystis jiroveci ( prej P. carinii) je mikroorganizem, ki povzroča pljučnico (pnevmocistozo) pri oslabljenih otrocih in bolnikih z oslabljenim imunskim sistemom (npr. okuženih s HIV). P. jiroveci je v okolju normalno prisoten mikroorganizem, vendar pri ljudeh z normalno delujočim imunskim sistemom ne povzroči bolezni.

## Zgodovina
Organizme iz rodu Pneumocystis je odkril Carlos Chagas leta 1909, vendar je zmotno mislil, da gre za drugo morfološko obliko Trypanosoma cruzi. Šele čez nekaj let so z nadaljnjimi študijami odkrili, da gre za novo vrsto in jo poimenovali Pneumocystis carinii (po italijanskem bakteriologu Antoniu Cariniju). Do poznih 80-ih let 20.a stoletja so mikroorganizem uvrščali med praživali in šele leta 1988 s pomočjo analize DNK odkrili, da gre za glivo s sicer svojstvenimi lastnostmi – na primer ne vsebuje ergosterola. Leta 1999 so mikroorganizem uradno preimenovali v Pneumocystis jiroveci, v čast češkemu parazitologu Ottu Jirovecu, ki je proučeval ta mikrob v zvezi s človeškim organizmom.

## Pnevmocistoza
Pnevmocistoza je pljučnica, ki jo povzroča P. jiroveci. Zlasti so ogroženi bolniki, okuženi z virusom HIV, s številom celic CD4+ < 200/μL, bolniki s hematološkim rakom in bolniki, ki prejemajo kortikosteroide. Pri večini se pojavijo vročina, dispneja in suh neproduktiven kašelj. Za diagnozo je potrebna histopatološka potrditev mikroorganizma. Za zdravljenje se uporablja kombinacija antibiotikov trimetoprima in sulfametoksazola. Smrtnost hospitaliziranih bolnikov je 15- do 20-odstotna.

## P. jiroveciin aids
Pred epidemijo aidsa je bila pljučnica, ki jo povzroča P. jiroveci, relativno redka bolezen. Na začetku seznanjanja z novo boleznijo, epidemijo aidsa, so postali znanstveniki pozorni prav na neznačilen pojav pljučnice, ki jo povzroča P. jiroveci, ter Kaposijevega sarkoma pri imunsko oslabljenih homoseksulacih v ZDA leta 1979. Do uvedbe učinkovitega preventivnega zdravljenja so domala vsi bolniki z aidsom prej ali slej zboleli za okužbo s P. jiroveci.